# Brug 1752
Brug 1752 is een bouwkundig kunstwerk in Amsterdam-Noord, Landelijk-Noord. Ze is circa tien meter lang.

## Brug 1752
Deze voet- en fietsbrug maakt deel uit van de kruising Zwartegouw en Weersloot/Weerslootpad in het gebied Landelijk Noord buiten de Ringweg Noord. Om het natuur- en landelijk gebied te ontsluiten werd rond 1990 een stelsel van verharde voet- en fietspaden aangelegd met als doorgaande route het Zwartegouw, een soort parallelweg voor langzaam verkeer van de ringweg. Samen met de tien jaar eerder aangelegde brug 994 regelt brug 1753 het verkeer op het knooppunt over het plaatselijk afwateringssysteem binnen Hoogheemraadschap Hollands Noorderkwartier. Daarbij is brug 1752 gelegen over een ringsloot rond volkstuinencomplexen De Molen en Liergouw en in het Weerslootpad, de oost-westverbinding langs de Weersloot, een belangrijke watergang binnen genoemd systeem. Ze is een kleinere uitvoering van die brug 994. Hier waren slechts twee in plaats van vier brugpijlers nodig. De pijlers bestaan uit paalfundering met daarop jukken (alles van beton). Daaroverheen werden stalen liggers gelegd met een houten wegdek en leuningen.   

## Brug 1753
Gezien het opeenvolgende brugnummer stamt brug 1753 uit dezelfde tijd; ze ligt ook over een ringsloot van genoemd complex, die uitmondt in de Weersloot. Ze is nog geen vier meter lang en ook alleen toegankelijk voor voetgangers en fietsers. Ten westen van brug 1753 duikt de Weersloot middels respectievelijk Weerslootbrug en Gruttobrug onder de ringweg en Zuiderzeeweg door.

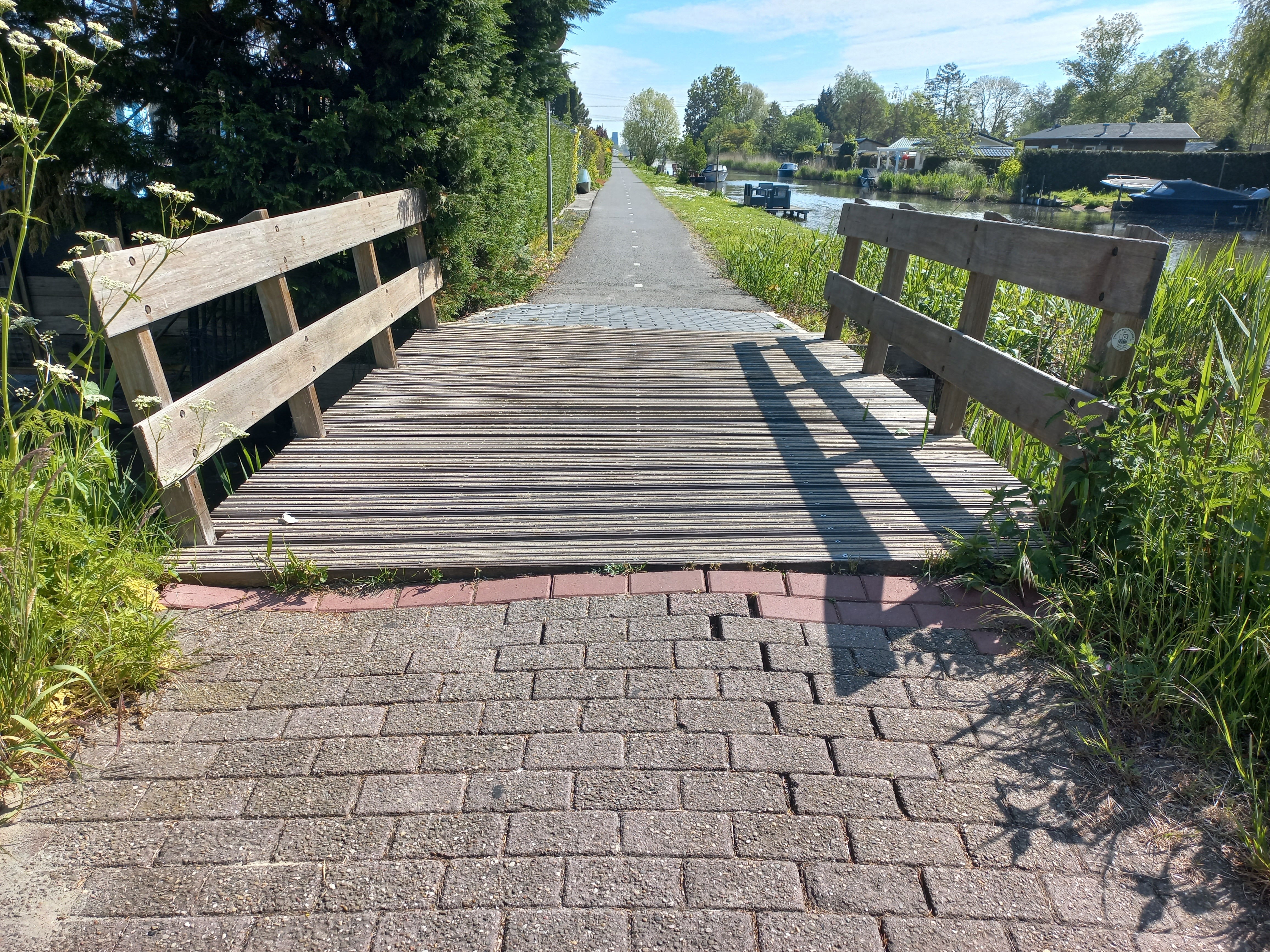
Brug 1753 met rechts de Weersloot (mei 2022)

<<< · 1701 · 1702 · 1703 · 1704 · 1705 · 1706 · 1707 · 1708 · 1709 ·  1710 · 1711 · 1714 · 1715 · 1716 · 1717 · 1718 · 1719 · 1720 · 1721 · 1722 · 1723 · 1725 · 1726 · 1727 · 1728 · 1729 · 1730 · 1731 · 1732 · 1733 · 1734 · 1735 · 1736 · 1737 · 1738 · 1739 · 1741 · 1742 · 1743 · 1745 · 1746 · 1747 · 1748 · 1749 · 1750 · 1751 · 1752 · 1753 · 1754 · 1755 · 1756 · 1757 · 1764 · 1765 · 1766 · 1767 · 1768 · 1769 · 1770 · 1771 · 1772 · 1773 · 1774 · 1775 · 1776 · 1777 · 1778 · 1779 ·  1780 · 1781 · 1782 · 1783 · 1784 · 1785 · 1786 · 1787 · 1788 · 1791 · 1792 · 1793 · 1794 · 1795 · 1796 · 1797 · 1798 · 1799 · >>>
Brugnummers brug 1712, 1713, 1724, 1740, 1744, 1758, 1759, 1760, 1761, 1762, 1763, 1789, 1790 zijn niet (meer) vergeven.